# Перегони колісниць

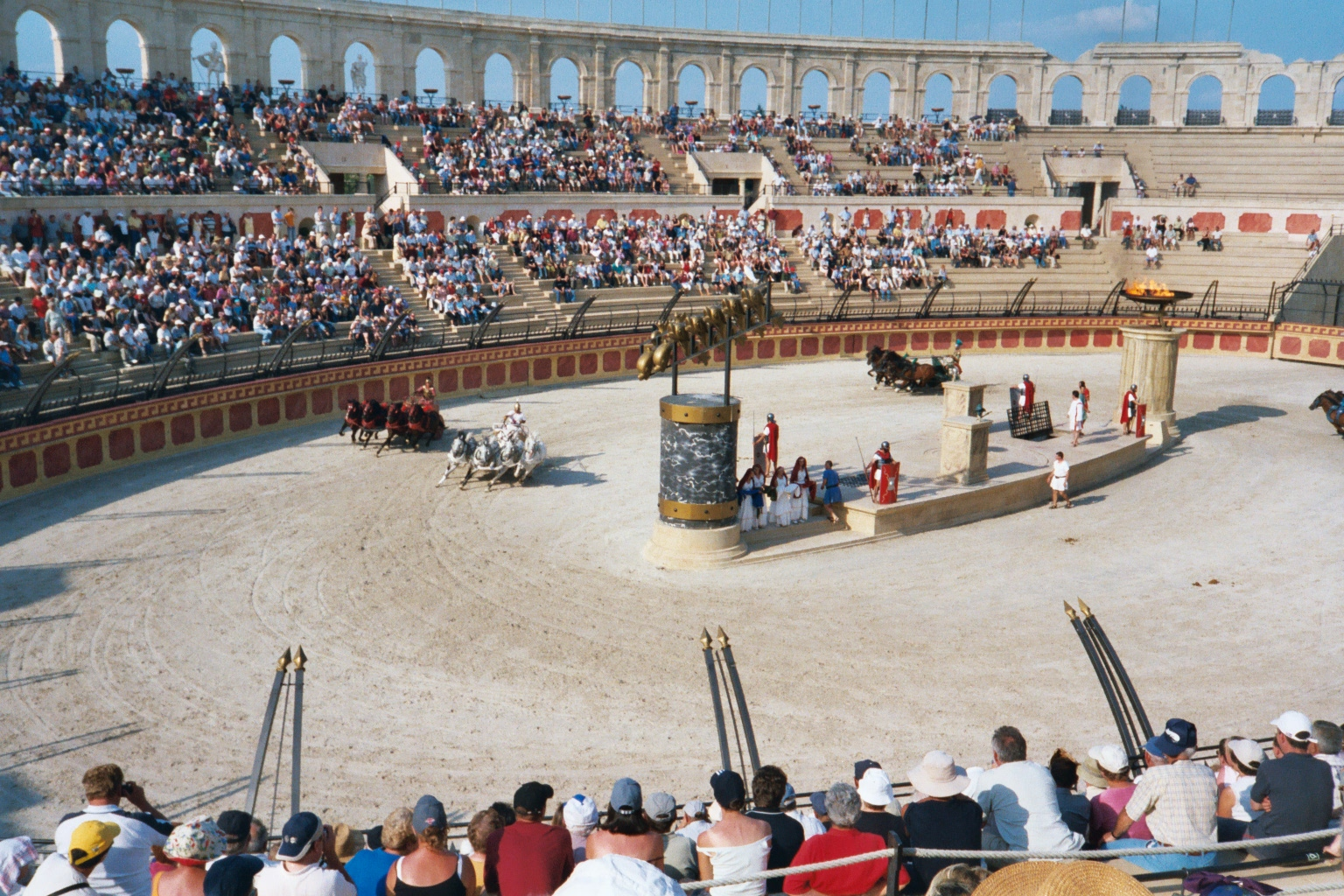
Сучасна реконструкція перегонів колісниць у історичному парку Puy du Fou, Франція

Перегони колісниць — один з найпопулярніших видів спорту в Стародавній Греції, Римській імперії і Візантії. Перегони колісниць були дуже небезпечними і для візничих і для коней, які під час змагань часто зазнавали травм або навіть гинули. У стародавніх Олімпійських іграх, а також інших Панеллінских іграх, цей вид спорту був одним з найважливіших кінних змагань. В сучасності використовується лише як шоу та варіант дозвілля, що враховує техніку безпеки та правила поводження з кіньми.

## Стародавня Греція
Точно не встановлено, коли і де почали влаштовувати гонки на колісницях як спортивне змагання. Ймовірно, зародився такий тип перегонів в Греції. По зображеннях на кераміці відомо, що така розвага існувала вже в Мікенах, але перше літературне згадування про колісниці належить Гомеру - вони описані в 23 книзі «Іліади» і відбуваються на іграх в честь похорону Патрокла.

### Олімпійські ігри
На олімпійських іграх були таки види конних перегонів: тесриппон (перегони колісниць з чотирма кіньми); панкратіон, кінні перегони; синорис (перегони на колісницях з двома кіньми).

## Стародавній Рим
У Римі колісничні перегони влаштовувалися головним чином на гігантському іподромі під назвою Великий цирк (лат. Circus Maximus), який мав сидячі місця для 150 000 глядачів і розташовувався в долині між пагорбами Палатин і Авентин. Можливо, Великий цирк веде свою історію ще від етрусків, але близько 50 року до н. е. Юлій Цезар перебудував його, збільшивши до 600 метрів в довжину і 225 метрів в ширину.

## Візантійська ера
Як і багато характерних рис римського складу життя, гонки на колісницях тривали і в Візантійської імперії, хоча візантійці не вели настільки ретельний облік і статистику перегонів, як римляни. імператор Костянтин шанував більше гладіаторські бої, а перегони на колісницях він вважав язичницьким пережитком. Феодосій Перший, ревний християнин, припинив з 394 року проводити Олімпійські ігри, заради викорінення язичництва і для розвитку християнства. Гонки, тим не менш, тривали, як і культура зображення кінних колісниць в мистецтві аж до занепаду Візантійської імперії.

## Цікаві факти
- Колісничого Гая Аппулея Діокла, який жив у II столітті і змагався у перегонах колісниць на найбільшому в Стародавньому Римі стадіоні-іподромі «Циркус Максимус», названо найвисокооплачуванішим спортсменом усіх часів та народів. Протягом своєї спортивної кар'єри він заробив 35863120 сестерціїв — суму, яка сьогодні приблизно дорівнює 15 мільярдам доларів[1].